# Ursula Holl
Pour l’article homonyme, voir Holl.
Ursula Ulrike Holl, née le 26 juin 1982 à Wurtzbourg, est une footballeuse allemande. Elle évolue au poste de gardienne de but au FCR 2001 Duisburg et en équipe d'Allemagne.

## Biographie
Ursula remporte la Coupe du monde féminine 2007 avec la Nationalelf. Elle possède 3 sélections en équipe d'Allemagne et 24 en équipe d'Allemagne des moins de 21 ans.

## Palmarès
- Vainqueur de la Coupe du monde féminine 2007.
- Championne d'Europe : 2005 et 2009.
- Vainqueur de la Coupe UEFA féminine en 2002 et 2006 avec le FFC Francfort
- Championne d'Allemagne en 2002, 2003 et 2007  avec le FFC Francfort
- Vainqueur de la Coupe d'Allemagne en 2002, 2003 et 2007  avec le FFC Francfort
- Divers : Nordic Cup en 2006 avec l'Allemagne